# Tricondyloides caledonicus
Tricondyloides caledonicus är en skalbaggsart som beskrevs av Stefan von Breuning 1947. Tricondyloides caledonicus ingår i släktet Tricondyloides och familjen långhorningar. Inga underarter finns listade i Catalogue of Life.